# Jakob Schwarz

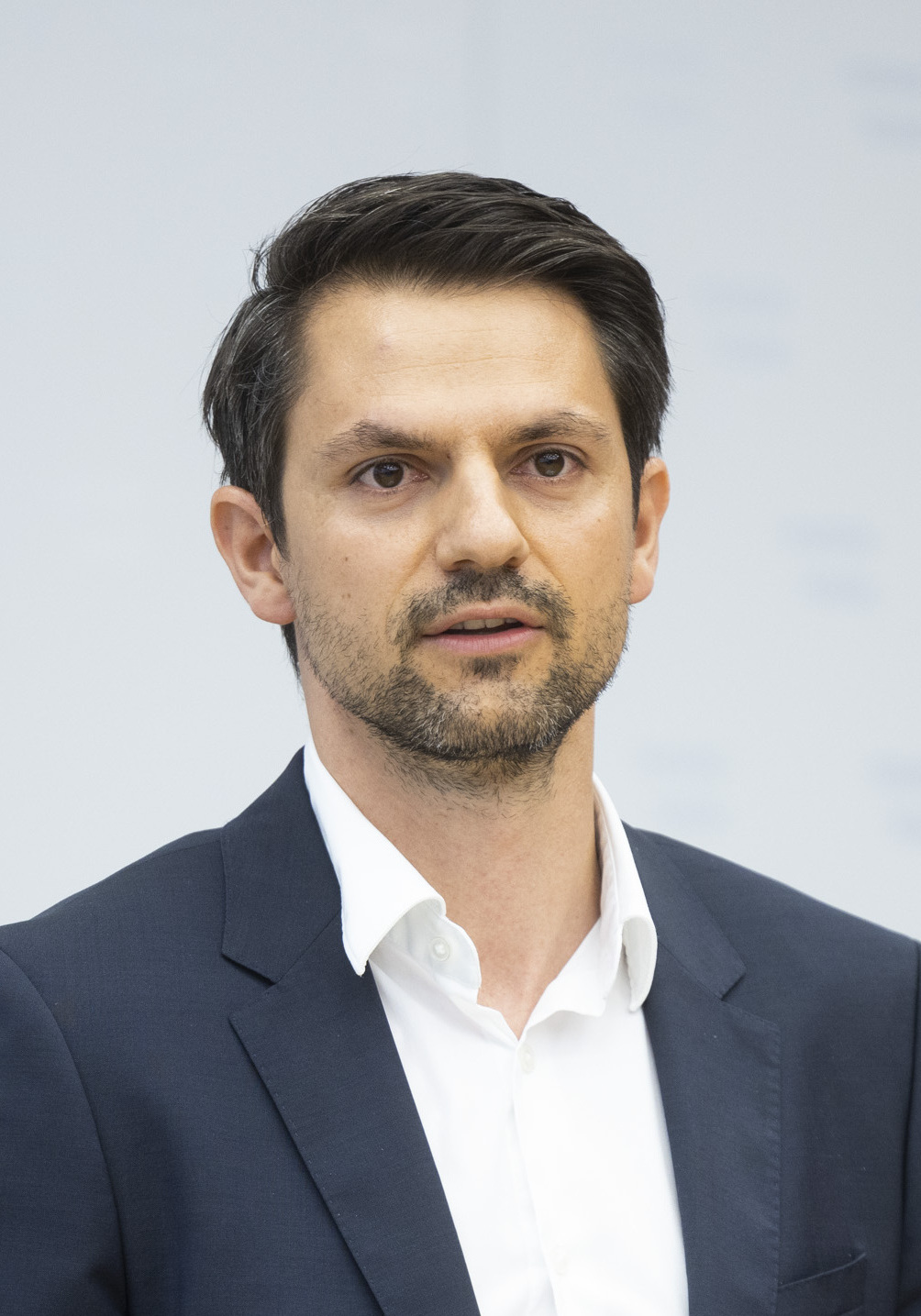
Jakob Schwarz (2022)

Jakob Schwarz (geboren am 2. April 1985 in Graz) ist ein österreichischer Politiker der Grünen. Er war steirischer Spitzenkandidat seiner Partei bei der Nationalratswahl 2019 und zog am 23. Oktober 2019 als Abgeordneter in den Nationalrat ein.

## Leben und Werk
Schwarz stammt aus einfachen Verhältnissen und ist in Sinabelkirchen, einer kleinen Landgemeinde, aufgewachsen. Er besuchte die Hauptschule. Er wurde 2002 Mitglied der Steirischen Grünen und der Jungen Grünen. 2019 nannte er als Gründe, warum er sich den Grünen angeschlossen hatte: „Ich wollte was dagegen tun, dass wir unseren Planeten verschrotten, und dass weltweit alle 5 Sekunden ein Kind verhungert.“
Die Matura absolvierte er 2004 an der HTBLA für Maschinenbau und EDV in Weiz. Er absolvierte drei Studien, von 2006 bis 2012 ein Diplomstudium der Physik an der Universität Graz und an der Old Dominion University in Norfolk, USA, ab 2010 ein Studium der Volkswirtschaftslehre an Universität Graz und an der Università di Bologna sowie an 2013 ein Doktoratsstudium der Physik an der Universität Graz. Zur Finanzierung der Studien nahm er unterschiedlichste Jobs an, beispielsweise als Erntehelfer, als KFOR-Soldat im Kosovo oder als Revisionist der Mess- und Regelungstechnik in deutschen Kernkraftwerken. Ab 2013 arbeitete er als Atmosphären-Physiker am Wegener Center in Graz. Dort forschte er im Bereich der Okkultationsmethode, dem Thema seiner Dissertation. 2017 erfolgte die Promotion zum Dr. rer. nat. und er wechselte als Strategieberater in der Unternehmensberatung McKinsey & Company in Genf.
Schwarz betätigte sich durchgehend auch politisch. Von 2006 bis 2008 war er GRAS-Aktivist in der Studierendenvertretung und im Senat der Universität Graz. Ab 2011 war er zwei Jahre lang Vorstandsmitglied und Ko-Sprecher der Europäischen Jungen Grünen (FYEG). 2014 kandidierte er bei der Wahl zum Europaparlament, 2015 bei der steirischen Landtagswahl. Als vordringliche Ziele seiner Arbeit als Parlamentarier nennt Schwarz erstens Klimaschutzmaßnahmen, die in Österreich die Pariser Klimaziele durchsetzen, darunter zuerst die Einstellung staatlicher Förderungen für fossile Energie, und zweitens eine ökosoziale Steuerreform.
Für die Nationalratswahl 2024 wurde er im Dezember 2023 zum Spitzenkandidaten der Grünen Steiermark gewählt.

## Zitat
„In diesem wichtigen kurzen Zeitfenster, in dem die Klimakrise endlich die notwendige Aufmerksamkeit [erlangt] und es noch die Möglichkeit gibt, zu handeln, möchte ich einen Beitrag zur Bewältigung der Krise leisten.“